# Apple Keyboard
Apple Keyboard er et tastatur produceret af Apple Inc. til brug på Apple første serie computere og senere på Macintosh-computerne. Apple Keyboard er både tilgængeligt i almindelig og trådløs udgave.

## Layout
For at tjene funtionaliteten på Mac OS (og på baggrund af historiske forskelle) er layoutet på Apple Keyboard anderledes end de mere brugte IBM PC-tastaturer, hvor den største forskel er specialtasterne. Forskelle mellem andre tastaturer er bl.a.:
- Command-tasten (⌘), som bruges i de fleste Mac-tastaturgenveje. Tasten fungerer som Windows-tasten i Windowsmiljøer, eller Meta-tasten i Unix-lignende miljøer. I flere programmer, som f.eks. skriveprogrammer, svarer Command-tasten til Control-tasten, sådan som den ville blive brugt på en computer kørende Windows. Sammenlignet med deres tilsvarende taster på IBM PC-tastaturer, er Command- og Alt-tasterne placeret i omvendt rækkefølge.
- Option-tasten (⌥), som bruges til indtastning af accenttegn og andre specialtegn. Ligesom Shift- og Controltasten, bruges Option-tasten i tastaturgenveje. Den fungerer som Alt-tasten i Unix- og Windowsmiljøer. Sammenlignet med deres tilsvarende taster på IBM PC-tastaturer, er Command- og Alt-tasterne placeret i omvendt rækkefølge.
- Fuld størrelses skrivebordstastaturer med et numerisk tastatur har op til 15, 16 eller 19 funktionstaster[1] F17-F19-tasterne blev introduceret i alminiumsudgaven af Apple Keyboard.[2] Kompakte Apple Keyboards som f.eks. den trådløse aluminiumsudgave har kun fra 1 til 12 funktionstaster, ligesom IBM PC-tastaturer.
- En Clear-tast i stedet for Num Lock-tasten på modeller med numerisk tastatur, da disse taster er beregnet til numeriske indtastninger, og bruges ikke til markørkontrol.
- Et lighedstegnstast (=) tilføjet til det numeriske tastatur.
- En hjælpetast i stedet for Insert. Den er erstattet med en fn-tast på de nyere aluminiumsmodeller. Fn-tasten skifter mellem funktionerne på funktionstasterne, så de kan fungere som almindelige funktionstaster og taster til lydstyrkekontrol, exposé m.m.
- Bærbare computere har typisk forskellige funktioner tilknyttet til funktionstasterne – lysstyrke, lydstyrke, skub disk ud (⏏). Apple har siden udgivelsen af Pro Keyboard placeret disse taster over det numeriske tastatur, hvor der på mange IBM PC-tastaturer findes indikatorlys. På de nyeste aluminiumstastaturer kan disse funktioner tilgås via funktionstasterne, ligesom på bærbare Macintosh.
- På Apple Desktop Bus-tastaturer er slå til/fra-knappen (◁) brugt til at slå computere, der understøtter funktionen, til, men også til Apples version af Ctrl-Alt-Delete. Knappen er placeret i det øverste venstre eller højre hjørne. De fleste af knappens funktioner blev overført til knappen skub disk ud (⏏) i mange nyere Apple Keyboards (ved at trykke Controltasten og og skub ud-tasten fungerer den som ◁).

## Historie
Macintosh-tastaturerne minder en del om de tastaturer, der blev brugt til Apple II.
Siden 1977 blev Apple Keyboard bygget ind i kabinetten på Apple II-serien, og senere Apple III. De første tastaturer havde omkring 52 chokoladebrune taster. I 1983 introducerede Apple sammen med Apple Lisa sit første tastatur, der ikke var indbygget i computeren; det indeholdt et numerisk tastatur og lysere brun-grå taster. Tastaturet skulle sluttes til computeren via en unik jackstick-indgang. Ved udgivelsen af Macintosh 128K blev tastaturlayoutet opdateret, således at det numeriske tastatur blev adskilt fra det alfanumeriske, og tastaturet skulle sluttes til computeren ved hjælp af et telefonlignende modulkabel. I 1986 blev det numeriske tastatur genintegreret med det alfanumeriske, hvilket blev standard for alle opkommende tastaturer.
Fra slutningen af 1986 til 1998 var alle nye Apple Keyboards "platingrå" og skulle sluttes til computeren vha. Apple Desktop Bus (ADB). Apple IIc- og IIe-serien fortsatte med indbyggede tastaturer, hvilket den bærbare PowerBook-serie selvfølgelig også gjorde. Det sidstnævnte havde dog en mørkere grå farve, som blev kaldt "Smoke". I løbet af 90'erne tilbød Apple forskellige slags tastaturer, heriblandt udvidede tastaturer, som havde samme funktioner som de tilsvarende IBM PC-tastaturer.
Med udgivelsen af den første iMac blev et kompakt, gennemskinneligt plastiktastatur introduceret. Det var baseret på laptopteknolgi, og markerede overgangen fra ADB til USB. I juli 2000 blev det erstattet af det fuldstørrelses Pro Keyboard, som havde en smule gennemskinnelige sorte taster og en gennemsigtig kasse. De PowerBook- og iBook-integrerede tastaturer fortsatte med de gennemskinnelige taster, som først var bronzefarvede (PowerBook), senere sorte (PowerBook) og hvide (iBook). Samtidigt med introduktionen af iMac G4 i 2002 begyndte Apple at gøre tastaturerne hvide. På det trådløse Apple Wireless Keyboard fjernede Apple den regulerbare fod på tastaturets bagside. PowerBook'ene kom senere med en ny farve på tastaturerne – den uigennemsigtige aluminiumsfarve, med den, på nogle modeller, gennemskinnelige bagbelyste skrift, for at matche det daværende design.

### Nuværende Apple Keyboards
Den 7. august 2007 introducerede Apple sine nyeste tastaturmodeller, der skulle udkomme i oktober 2008. Modellerne er meget tyndere end sine forgængere, og kræver mindre bøjning af håndleddene og en lidt lavere håndstilling for de fleste brugere. Tastaturerne har en aluminiumskabinet, og USB-indgangene er igen blevet placeret i det højre og venstre hjørne af tastaturet. Softwarefunktionerne og hardware-funktionsknapperne har en ny placering, og der er knapper associeret til specifikke funktioner i Mac OS X som f.eks. Dashboard. 
Den 3. marts 2009 introducerede Apple et nyt tastatur til sin nyeste serie. Det nyeste tastatur minder om det trådløse på grund af manglen af det numeriske tastatur, men det sluttes til computeren via et kabel, og har 2 USB 2.0-indgange. Indtil da var det almindelige tastatur med ledning og det numeriske tastatur kaldet "Apple Keyboard"; nu er det mere kompakte tastatur med ledning og uden det numeriske tastatur kaldt "Apple Keyboard", og tastaturet med det numeriske tastatur "Apple Keyboard with numeric keypad".

## Kompatibilitet
Apples ældste tastaturer bruger telefonlignende modulkabler, og er derfor ikke kompatible med andre systemer end Apples. Dog har nogle open-source-projekter udviklet adaptere, som gjorde muligt at bruge de gamle tastaturer på nyere systemer og omvendt.
Apples ældre ADB-tastaturer (Apple Desktop Bus) var kompatible med andre ADB-baserede systemer, som dem fra Sun, Next, HP og Sony. Ved brug af en USB-adapter (som f.eks. Griffin iMate) fungerer tastaturerne på samme måde som Apples nyere USB-tastaturer. Alligevel kan der dog forekomme problemer hvis tastaturet skal bruges med nye versioner af Mac OS X. Selvom de eksterne ADB-porte ophørte med at blive brugt efter Power Macintosh G3 (blå og hvid) brugte Apple stadig ADB som en intern protokol i sine bærbare computere og touchpads indtil den sidste generation af PowerBooks og iBooks. Af den grund kan ADB-drivere stadig findes i Mac OS X 10.5, men ikke i Mac OS X 10.6. Dog kan man også i disse systemer bruge ADB-enheder ved hjælp af en USB-adapter.
Apples USB-tastaturer er kompatible med Windows-computere, og tasternes funktioner kan ændres (f.eks. for at kunne bruge PrintScreen-funktionen eller bytte Command- og Alt-knappernes placering vha. nogle freeware-programmer); Command-knappen fungerer som en Windows-knap, Option som Alt, Hjælp (eller fn på nyere modeller) som Insert, og Clear som Num Lock. På de lidt ældre hvide modeller fungerer lydstyrkeknapperne som de ville fungere på en Macintosh, og skub disk ud-knappen har ingen funktionalitet. I de nyere modeller udgivet i august 2007 virker lydstyrke-, lysstyrke-, Exposé, Dashboard-, skub ud- og mediekontrolleringsknapperne ikke, medmindre man bruger Apple Boot Camp. Boot Camp gør det muligt at bruge lysstyrke, lydstyrke-, mediekontrollerings- og skub ud-knapperne, men Exposé og Dashboard virker ikke, da Windows mangler disse funktioner.
De andre funktionsknapper placeret der, hvor PrintScreen/SysRq, Scroll Lock, og Pause/Break-knapperne sidder på de fleste IBM PC-tastaturer (F13/F14/F15/F16), virker ikke, da Windows ikke har en særlig driver til dem. Apple har dog udgivet en driver, som kun virker med Boot Camp.

## Modeller

### Indbyggede tastaturer
- Apple II/II Plus De i 1977 introducerede Apple II og II Plus kom uden det numeriske tastatur. Et sort tastatur blev også produceret for Bell & Howell-udgaver.
- Apple III/III Plus De i 1980 introducerede Apple III og III Plus indførte et numerisk tastatur og specielle Command-taster.
- Apple IIe/IIe Platinum Apple IIe-serien, som blev introduceret i 1983 fjernede igen det numeriske tastatur, som dog blev tilbudt som et eksternt. Tastaturet indeholdt også en "delete"-tast. Samtidigt med introduktionen af Platinum IIe i 1987 blev det numeriske tastatur genintegreret, og tastaturet blev opdateret i overensstemmelse med det nyligt introducerede Apple Desktop Bus Keyboard.
- Apple IIc/IIc Plus I 1984 blev det i Apple IIc indbyggede tastatur det første flytbare tastatur, som dog manglede et keypad. I 1988 ændrede tastaturet farve fra beige til platin, og blev revideret for at matche Apple Desktop Bus Keyboards layout, dog stadig uden mulighed for understøttelse af et keypad.
- Macintosh Portable Apples første bærbare computer, Macintosh Portable, som blev udgivet i 1989, havde et fuldstørrelses Apple Keyboard med et valgfrit indbygget numerisk tastatur eller trackball-mus.
- PowerBook Fra 1991 til 2005 havde alle PowerBook-computere et mindre tatatur i forskellige farver: Mørkegrå, sorte, gennemskinnelig bronze- og kulfarve, og senest aluminium med bagbelysning. De inkluderede også specielle funktionstaster og indbyggede keypads.
- eMate Det i 1997 introducerede mørkegrønne gennemskinnelige tastatur brugt på eMate var et Apple Newton-tastatur.
- iBook I 1999 introducerede iBook-serien de første hvide tastaturer, som startede med at være gennemsigtige, men de senere modeller var uigennemsigtige.
- MacBook/MacBook Pro/MacBook Air I 2006 introducerede Apple MacBook-computerserien. MacBook Pro-tastaturet forsatte aluminiumsbehandlingen fra PowerBook, mens MacBook fortsat var hvid ligesom iBook, men en sort model blev siden da introduceret. MacBook Air brugte også sorte taster. Introduktionen af Unibody-MacBooks førte til en ensretning af alle indbyggede Apple-tastaturer, som derfor alle brugte sorte taster – bortset fra de hvide taster på den hvide MacBook.

### Apple Numeric Keypad IIe (A2M2003)
Apple Numeric Keypad IIe var Apples første eksterne tastatur. Som en valgfri mulighed til den populære Apple IIe-computer i 1983, hjalp Apple Numeric Keypad IIe på nogle af IIe-seriens mangler. Senere blev det numeriske tastatur indbygget i Platinium IIe-computeren.

### Lisa Keyboard (A6MB101)
Lisa Keyboard var det første tastatur, som ikke var indbygget i CPU'en ligesom tidligere i Apple II og III-serierne. Det blev designet til brug med Apple Lisa, og blev inkluderet i det i 1983 introducerede system. Ligesom den tidligere Apple III var Lisa ment som en virksomhedscomputer, og Lisa Keyboard kom derfor med et indbygget numerisk tastatur. Lisa Keyboard blev lavet i beige for at passe sammen med CPU'ens farve, og skulle sluttes til computeren ved hjælp af et unikt jackstick. 

### Macintosh Keyboard (M0110)
Macintosh Keyboard blev introduceret og inkluderet sammen med den første Macintosh i 1984. Det debuterede uden piletasterne til markørkontrol og et indbygget numerisk tastatur. Det skulle sluttes til computeren vha. et telefonlignende stik (også brugt med Amstrad PCW). Det introducerede også en unik Command-tast, som lignede den "åbne" Apple-tast på Apple Lisa.

### Macintosh Numeric Keypad (M0120)
Ligesom Apple IIe blev dette tastatur tilbudt som et valgfrit eksternt keypad, som også indeholdt piletaster og tilsluttedes CPU'en via telefonlignende stik. Selvom det blev introduceret i januar 1984 blev det først solgt i september 1984 for en vejledende pris på $99.

### Macintosh Plus Keyboard (M0110A)
Macintosh Plus Keyboard blev introduceret og inkluderet i Macintosh Plus i 1986. Det var et udvidet tastatur med indbygget numerisk tastatur. I 1987 opdaterede Apple tastaturet, så det fik en platingrå farve. Ligesom Macintosh Keboard brugte Plus Keyboard et telefonlignende stik. Selvom Apple på det tidspunkt skiftede alle andre tastaturers tilslutningsstik til Apple Desktop Bus var dette tastatur produceret i uændret 4 år, indtil det stoppede i 1991.

### Apple Desktop Bus Keyboard (A9M0330)
Det var det første Apple Keyboard, der gjorde brug af det nye Apple Desktop Bus (ADB). Tastaturet, der først blev udgivet og solgt med Apple IIGS, var designet til både at fungere med Macintosh- og Apple-computerserierne, og var også det første tastatur der slog Macintosh' Command-tast og Apples Apple-tast sammen. Tastaturet var platingråt, og var også det første der brugte Snow White-programmeringssproget, der mindede om Apple IIc. Apple Desktop Bus Keyboard var også det første, der indeholdt en ekstern strøm/genstart-knap og en ekstra ADB-indgang. 

### Apple Keyboard (M0116)
Også kendt som Apple Standard Keyboard. Det var det første tastatur der officielt havde navnet Apple Keyboard, som Apple senere brugte på mange nye tastaturserier. Bortset fra vægten var den største forskel på Apple Keyboard og Apple Desktop Bus Keyboard den meget tykkere "ramme". Det var også det første tastatur der blev solgt separat fra CPU'en, hvilket gav kunderne et valg mellem de basale og avancerede tastaturer fra Apple.

### Apple Extended Keyboard (M0115)
Apples første avancerede tastatur, der blev solgt separat, var den modificerede udgave af Apple Keyboard. Tasaturet var udvidet med funktionstaster og andre PC-lignende taster. Over funktionstasterne indeholdt det et oversigt over tasaturgenveje brugt med forskellige programmer. Det var det tungeste af alle Macintosh-tastaturerne, og var standard for mange maskinskrivere. Det blev solgt separat fra CPU'en for en vejledende pris på $163.

### Apple Keyboard II (M0487)
Apple Keyboard II blev introduceret og solgt sammen med Macintosh Classic og LC i 1990. Det var næsten identisk med det oprindelige Apple Keyboard (M0116)-tastatur, men havde en fod der kunne sættes ned for at ændre indtastningsvinklen, samt et ændret design, der gav tasterne og rammen et mere strømlinet udseende. Apple Keyboard II skilte sig dog fra M0116 ved at det ikke brugte mekaniske keyswitches. I 1993 var Macintosh TV den første Mac der var helt sort. Det kom med et sort Apple Keyboard II (samme modelnummer). Tastaturet markerede, at Apple igen inkluderede standardtastaturer sammen med CPU'en.

### Apple Extended Keyboard II
Apple Extended Keyboard II, hvis udgivelse faldt sammen med Macintosh IIsi i 1990, var en mindre opdatering til Apple Extended Keyboard, som indeholdt en fod der kunne indstilles til at give tastaturet en anden vinkel.
- (M0312) var produceret med de klassiske Alps-mekanismer.
- (M3501) var produceret med Mitsumi eller Alps-mekanismerne.